# Heribert Cypionka

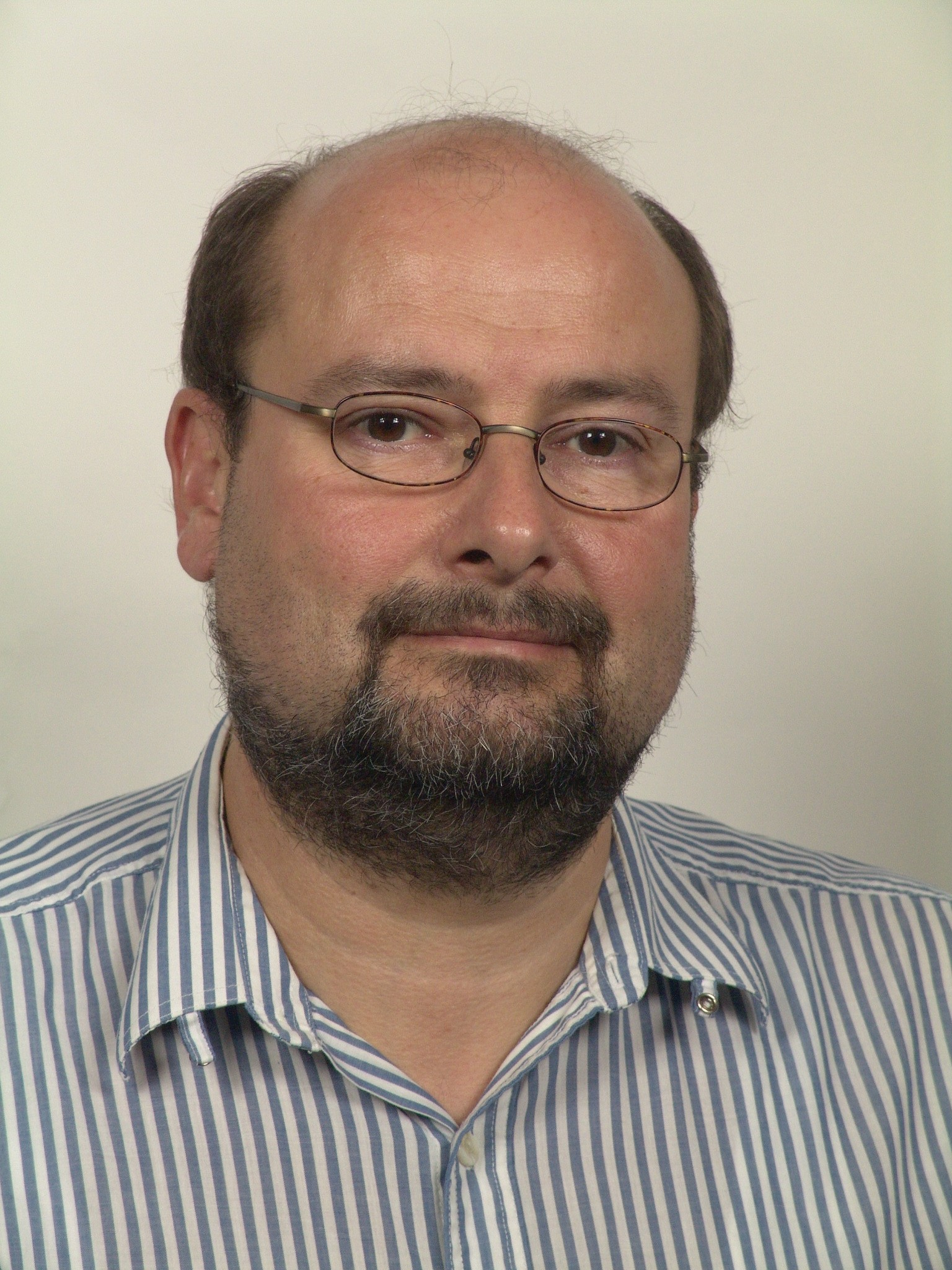
Heribert Cypionka (2011)

Heribert Cypionka (* 1955 in Borken) ist ein deutscher Biologe mit Schwerpunkt auf dem Gebiet der Mikrobiologie.

## Leben
Cypionka studierte Biologie und Philosophie an den Universitäten Münster und Göttingen. Mit der Dissertation Kohlenmonoxid-insensitive Atmung. Elektronentransport und terminale Oxidasen in carboxydotrophen Bakterien wurde er 1982 in Göttingen am Lehrstuhl für Mikrobiologie als akademischer Schüler von Hans Günter Schlegel zum Dr. rer. nat promoviert. 1989 habilitierte er sich an der Universität Konstanz für die Fächer Mikrobiologie und Mikrobielle Ökologie. Seit 1992 ist Cypionka Professor für Paläomikrobiologie am Institut für Chemie und Biologie des Meeres der Universität Oldenburg.
Cypionka ist Autor des Lehrbuchs Grundlagen der Mikrobiologie (1999), das er seither beständig fortschreibt. Die vierte, überarbeitete und aktualisierte Auflage erschien 2010.